# Człowiek bez przeszłości
Człowiek bez przeszłości (fiń. Mies vailla menneisyyttä) – fiński komediodramat z 2002 roku w reżyserii Akiego Kaurismäkiego. Film uhonorowano wieloma nagrodami i wyróżnieniami, w tym nominacją do Oscara dla najlepszego filmu nieanglojęzycznego oraz trzema nagrodami na 55. MFF w Cannes.

## Fabuła
Główny bohater jest spawaczem na głębokiej prowincji na północy Finlandii. Nie wiedzie mu się najlepiej, więc postanawia wyjechać za chlebem do Helsinek. Wkrótce po przyjeździe zostaje brutalnie pobity przez grupę wyrostków, w wyniku czego całkowicie traci pamięć. Nie wie, kim jest, nie pamięta też niczego ze swojego wcześniejszego życia. Trafia do nadbrzeżnego slumsu, gdzie musi zacząć całe swoje życie zupełnie od początku.

## Obsada
- Markku Peltola jako M
- Kati Outinen jako Irma
- Juhani Niemelä jako Nieminen
- Kaija Pakarinen jako Kaisa
- Sakari Kuosmanen jako Anttila

i inni

## Nagrody i wyróżnienia
- Oscary
  - nominacja za najlepszy film obcojęzyczny
- 55. MFF w Cannes
  - Grand Prix
  - nagroda dla najlepszej aktorki (Kati Outinen)
  - nagroda jury ekumenicznego
- Europejska Nagroda Filmowa
  - nominacje w kategoriach: najlepszy film, najlepszy aktor (Markku Peltola), najlepsza aktorka (Kati Outinen), najlepsze zdjęcia, najlepsza reżyseria, najlepszy scenariusz, nagroda publiczności dla najlepszego reżysera
- Guldbagge
  - nagroda dla najlepszego filmu zagranicznego
- Jussi (najważniejsza nagroda w kinie fińskim)
  - najlepszy film
  - najlepsza aktorka (Kati Outinen)
  - najlepsze zdjęcia
  - najlepsza reżyseria
  - najlepszy scenariusz
  - najlepszy montaż
  - nominacja w kategorii najlepszy aktor (Markku Peltola)[3]